# 武吉加里爾站
武吉加里爾站為吉隆坡大城堡線的其中一座高架車站，位在吉隆坡南部的武吉加里爾，鄰近武吉加里尔国家体育场，為配合1998年於吉隆坡舉行的第16屆共和聯邦運動會而於1998年7月11日通車。
本站位于国家体育中心的中心地带，方便体育迷前往国家体育场观看赛事。本站也毗邻知识型产业研发中心的所在地马来西亚科技园（TPM）以及Astro集团位于武吉加里尔的总部。

## 历史

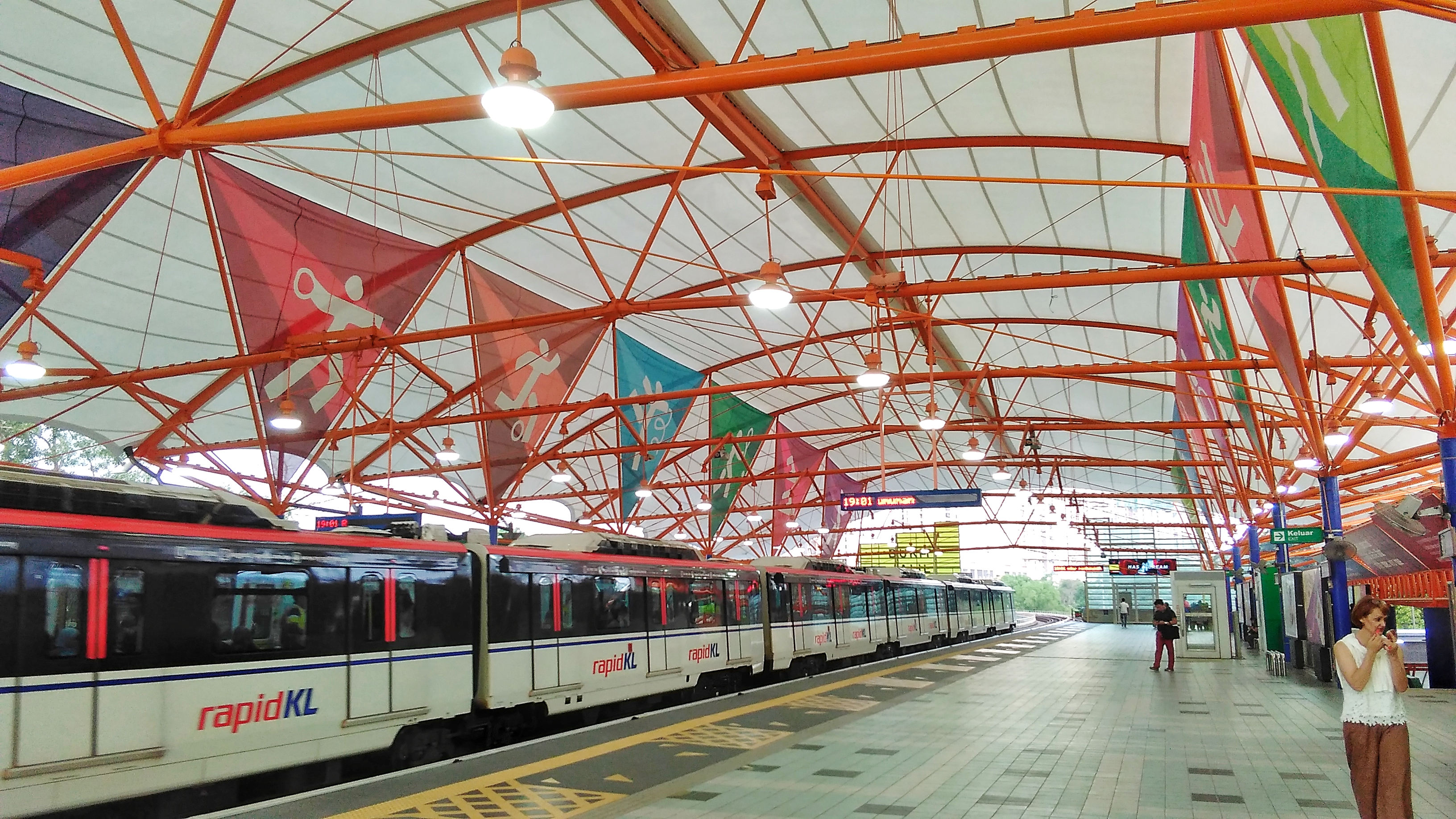
车站的楼顶采用彩色镶板以及运动项目图形

本站为“实达轻快铁”（STAR）第二阶段开放的其中一个车站，其工程包括北延线（苏丹依斯迈站至冼都东站，延长3公里）和南延线（陈秀连站至大城堡站，延长12公里），两条延线均于1998年建成通车。在吉隆坡共和联邦运动会期间，政府在吉隆坡北部和南部区域建设了一条15公里的轨道，目的是将冼都东连接至市区及周边地区，以应付武吉加里尔共运会选手村和国家体育场的人潮。2010年，因富都中环车站因翻新巴士站内设施而暫時關閉，南來北往的長途客運搬遷至武吉加里爾站外的臨時客運站營業，直到2011年后才陆续迁移至南湖镇终站。

## 车站结构和设计

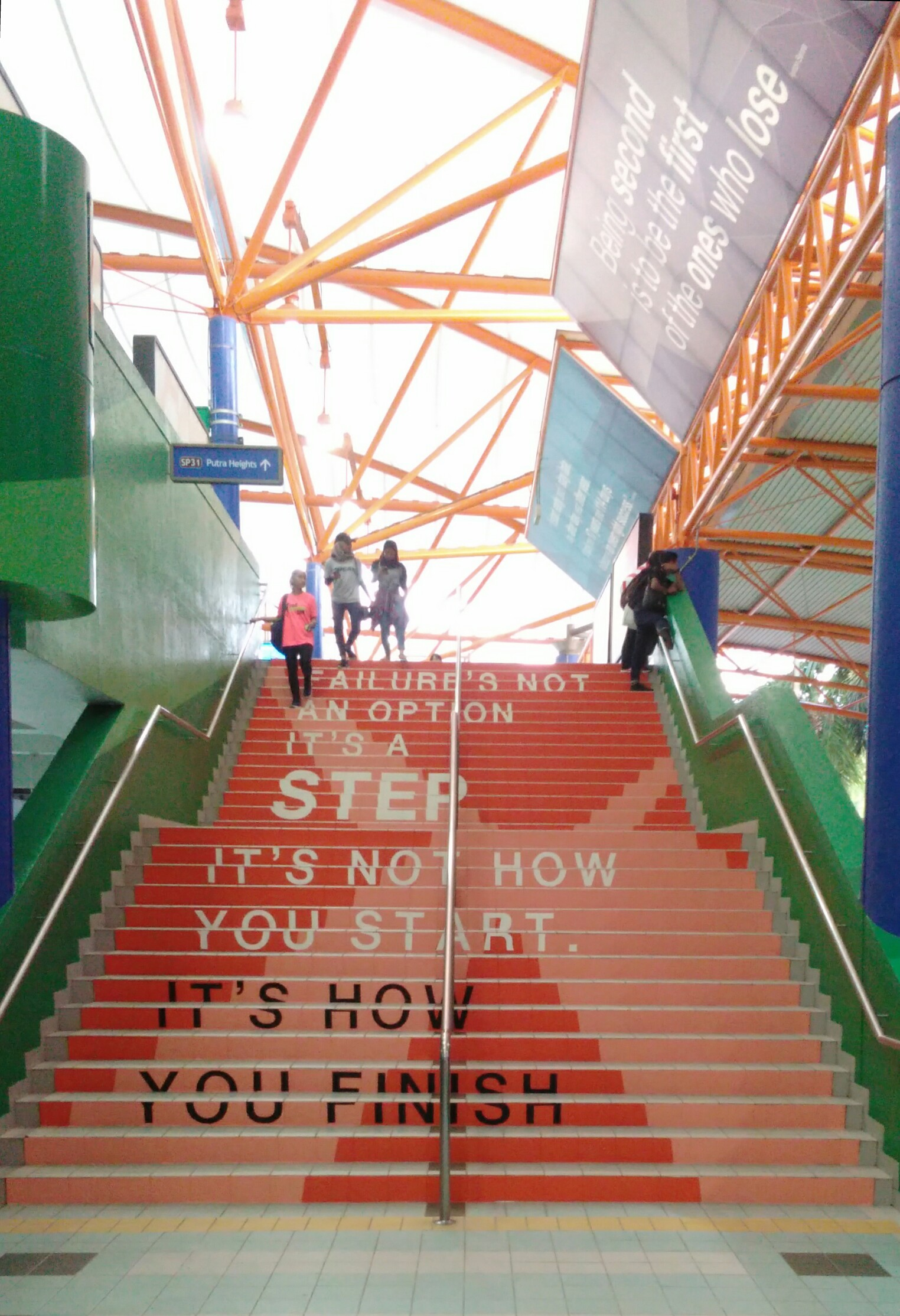
站内的各个地方如楼梯和顶板都以鼓励人们的名言作为装饰

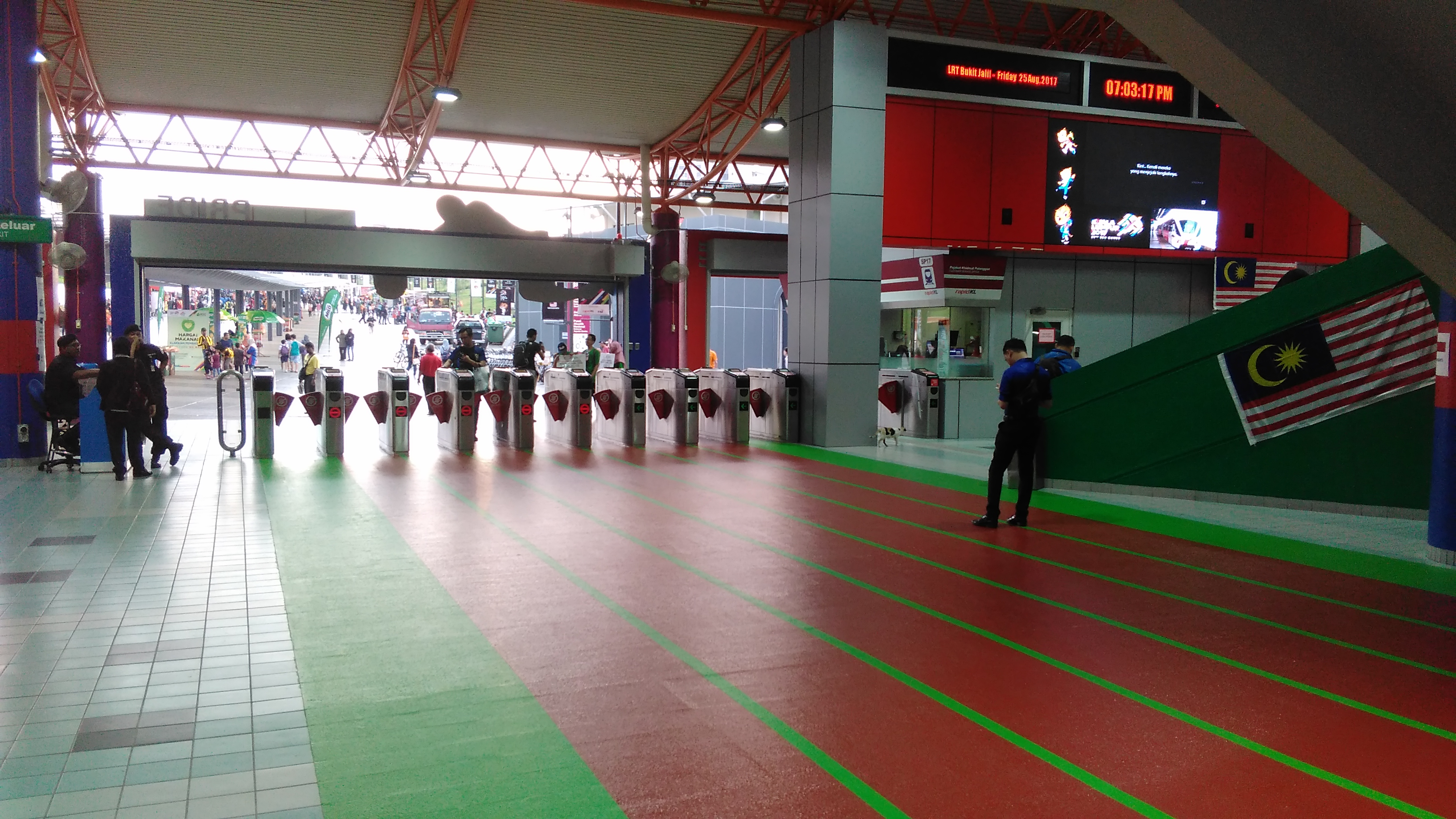
验票闸门前的迷你跑道

本站是大城堡线的一个高架车站。车站站台设在顶楼，涵盖两个側式月台和两条线路，其站台也比其他同线车站来的宽阔；地面层则有自动售票机、验票闸门、车站控制台，而车站大厅外也设有宽阔出口通往国家体育场。

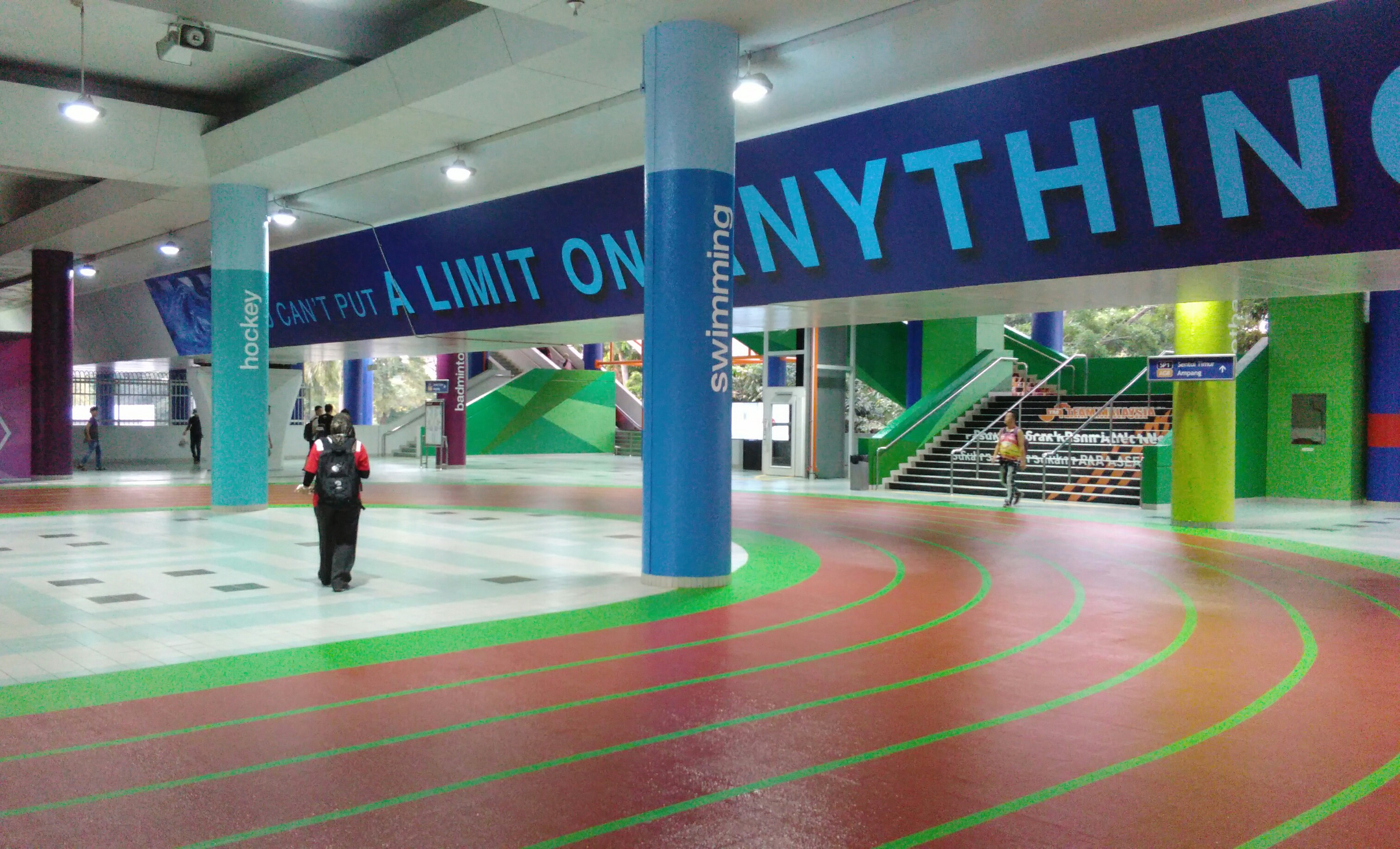
车站大厅一览

此站原本的设计类似其他车站，由格子框架支撑着多层顶板、以及白灰色墙壁和支柱。本站作为直接抵达“吉隆坡体育城”的轻快铁站，也在东运会进行前进行翻新美化工程，并以体育作为其主题。改造后的武吉加里尔站的特点是站内变得色彩鲜艳，并布满各种运动项目的标志图形，以及在墙壁和楼梯设置励志标语和知名运动员的名言语录。车站大厅的地板也被涂成田径跑道，而验票闸门则作为迷你彩绘跑道的起始处。轻快铁站至国家体育场之间也设有盖人行道，而原本站外的树丛也被改造成一座露天广场，适用于户外娱乐及赛前表演等。

### 车站结构
| 一楼 | 侧式站台                                                                  | 侧式站台                                                                       | 侧式站台 |
| 一楼 | 1号站台：3 安邦线/4 大城堡线 34通过 AG11 SP11 陈秀连往 AG1 SP1 冼都東 (→) |                                                                                |          |
| 一楼 | 2号站台：3 安邦线/4 大城堡线 34往 SP31 布特拉高原与 AG18 安邦 (←)         |                                                                                |          |
| 一楼 | 侧式站台                                                                  |                                                                                |          |
| 地面 | 车站大厅和街道                                                            | 自动售票机、验票闸门、车站控制台、有盖人行道至国家体育场、巴士站、计程车停靠站 |          |

## 意外事件
2008年9月24日傍晚，武吉加里尔站发生一起意外事故，两辆轻快铁列车在本站发生碰撞。因有一列轻快铁列车從新街场站方向駛至該站约200米外停下，后有另一辆轻快铁列车从后面撞向该列车，造成6名乘客受伤。

## 趣闻
1999年由肖恩·康纳利和凯瑟琳·泽塔-琼斯共同主演好萊塢電影將計就計（Entrapment）之其中一幕於本站站台拍攝，但在電影裡卻把本站稱為半山芭站（Pudu）。

## 服务时间
以下营运时间以官方网站为准。
| 星期一至六        | 星期日及公假 | 星期一至六 | 星期日及公假 | 星期一至六 | 星期日及公假 |       |
| 大城堡线          |              |            |              |            |              |       |
| SP1 冼都东站      | 06:00        | 06:00      | 23:50        | 23:50      | 00:00        | 23:25 |
| SP31 布特拉高原站 | 06:00        | 06:00      | 23:50        | 23:50      | 00:21        | 00:21 |

## 车站周边
- 吉隆坡体育城
  - 武吉加里尔国家体育场
  - 亚通体育馆
  - 马来西亚国家钩球场（英语：Malaysia National Hockey Stadium）
  - 马来西亚国家水上中心